# هونغ ميونغ بو
هونغ ميونغ بو (الكورية: 홍명보)، من مواليد 12 فبراير 1969 في سيئول، لاعب كرة قدم كوري جنوبي، وقد أعتزل كرة القدم في عام 2004 مع نادي لوس أنجلوس غالاكسي، وقد كان هونغ أحد اللاعبين الرئيسيين في مشاركات منتخب كوريا الجنوبية لكرة القدم في كأس العالم لكرة القدم 1990 وكأس العالم لكرة القدم 1994 وكأس العالم لكرة القدم 1998 وكأس العالم لكرة القدم 2002، وهو أول لاعب كوري جنوبي يلعب في أربعة نهائيات لكأس العالم.
و فاز هونغ بجائزة الكرة البرونزية في عام 2002 كثالث أفضل لاعب في كأس العالم لكرة القدم 2002 بعد أن قاد منتخب كوريا الجنوبية لكرة القدم للوصول إلى المركز الرابع في تلك البطولة، وقد أنهى مسيرته الدولية بعد كأس العالم، وهو أكثر لاعب كوري جنوبي يشارك مع منتخب كوريا الجنوبية لكرة القدم، حيث شارك في 135 مباراة دولية.
و قد كان هونغ مهاري في منتصف الملعب وقائد في خط الدفاع، وصفاته القيادية جعلته الخيار الأول للحصول على شارة الكابتن في منتخب كوريا الجنوبية لكرة القدم.
و قد أختير من قبل بيليه كواحد من قائمة أفضل 125 لاعب حي في مارس 2004، وفي 26 سبتمبر 2006 تم تسمية كمساعد لمدرب منتخب كوريا الجنوبية لكرة القدم.

## الأندية التي لعب لها
1992/1997 بوهانغ ستيلرز
1997/1998 بلماري هيراتسوكا
1999/2002 كاشيوا ريسول
2002 بوهان ستيلرز

## وصلات خارجية
- قالب:K League player
- هونغ ميونغ بو على موقع الاتحاد الدولي (مؤرشف)  (الإنجليزية)
- هونغ ميونغ بو على موقع رابطة كرة القدم اليابانية للمحترفين (اليابانية)
- هونغ ميونغ بو على موقع دوري كوريا الجنوبية (الإنجليزية)
- هونغ ميونغ بو على موقع الدوري الأمريكي (الإنجليزية)
- هونغ ميونغ بو على موقع قاعدة بيانات كرة القدم.إي يو (الإنجليزية)
- هونغ ميونغ بو على موقع ناشيونال فوتبول تيمز (الإنجليزية)
- هونغ ميونغ بو على موقع عالم كرة القدم.نت (الإنجليزية)
- هونغ ميونغ بو على موقع أوليمبيديا (الإنجليزية)

2003/2004 لوس أنجيلوس غالاكسي